# Atletica leggera ai Giochi della XVII Olimpiade - 800 metri piani femminili

Video della Finale

La competizione degli 800 metri piani femminili di atletica leggera ai Giochi della XVII Olimpiade si è disputata nei giorni 6 e 7 settembre  1960 allo Stadio Olimpico di Roma

## L'eccellenza mondiale
| Camp.ssa europea 1958 | 2'06"3      | E. Ermolajeva    | Assente  |
| Primatista mondiale   | 2'04"3 1960 | Ljudmila Ševcova | Presente |

## Risultati

### Turno eliminatorio
| 4 Batterie | 6 settembre | 27 partenti   | Si qualificano le prime 2 + il miglior tempo. |
| Finale     | 7 settembre | 9 concorrenti |                                               |

### Batterie
| Pos. | Atleta              | Nazione          | Tempo Ufficiale | Tempo Ufficioso |
| ---- | ------------------- | ---------------- | --------------- | --------------- |
| 1    | Antje Gleichfeld    | Germania         | 2'10"9          | 2'11"05         |
| 2    | Brenda Jones        | Australia        | 2'11"0          | 2'11"14         |
| 3    | Zinaida Matistovich | Unione Sovietica | 2'11"4          | 2'11"57         |
| 4    | Maryvonne Dupureur  | Francia          | 2'12"3          | 2'12"42         |
| 5    | Diane Charles       | Gran Bretagna    | 2'14"1          | 2'14"24         |
| 6    | Zofia Walasek       | Polonia          | 2'16"3          | 2'16"44         |
| 7    | Lee Hak-Ja          | Corea del Sud    | 2'28"4          |                 |

| Pos. | Atleta           | Nazione       | Tempo Ufficiale | Tempo Ufficioso |
| ---- | ---------------- | ------------- | --------------- | --------------- |
| 1    | Ursula Donath    | Germania      | 2'07"8          | 2'07"92         |
| 2    | Beata Żbikowska  | Polonia       | 2'09"5          | 2'09"57         |
| 3    | Florica Grecescu | Romania       | 2'10"0          | 2'10"10         |
| 4    | Olga Kazi        | Ungheria      | 2'10"9          | 2'11"07         |
| 5    | Gilda Jannaccone | Italia        | 2'13"6          | 2'13"72         |
| 6    | Phyllis Perkins  | Gran Bretagna | 2'15"3          | 2'15"41         |
| -    | Pat Daniels      | Stati Uniti   | Squal.          | Squal.          |

| Pos. | Atleta                | Nazione          | Tempo Ufficiale | Tempo Ufficioso |
| ---- | --------------------- | ---------------- | --------------- | --------------- |
| 1    | Ljudmila Ševcova      | Unione Sovietica | 2'09"2          | 2'09"31         |
| 2    | Gizella Sasvári-Csóka | Ungheria         | 2'09"6          | 2'09"77         |
| 3    | Krystyna Nowakowska   | Polonia          | 2'09"7          | 2'09"81         |
| 4    | Eleanor Haslam        | Canada           | 2'10"0          | 2'10"17         |
| 5    | Bedřiška Kulhavá      | Cecoslovacchia   | 2'10"1          | 2'10"23         |
| 6    | Gerarda Kraan         | Paesi Bassi      | 2'10"6          | 2'10"71         |
| 7    | Nicole Goullieux      | Francia          | 2'13"4          | 2'13"53         |

| Pos. | Atleta                | Nazione          | Tempo Ufficiale | Tempo Ufficioso |
| ---- | --------------------- | ---------------- | --------------- | --------------- |
| 1    | Dixie Willis          | Australia        | 2'05"9          | 2'06"03         |
| 2    | Joy Jordan            | Gran Bretagna    | 2'07"2          | 2'07"29         |
| 3    | Veronica Kummerfeldt  | Germania         | 2'07"2          | 2'07"34         |
| 4    | Ekaterina Parljuk     | Unione Sovietica | 2'07"5          | 2'07"71         |
| 5    | Gesina ter Laak-Spijk | Paesi Bassi      | 2'10"2          | 2'10"36         |
| 6    | Gül Çiray             | Turchia          | 2'11"4          | 2'11"55         |

### Finale
La neo primatista mondiale, la russa Ševcova, è impegnata duramente dall'australiana Jones. Al termine di un duello serrato la spunta la russa per un solo decimo di secondo eguagliando anche il proprio record del mondo.
| Pos.    | Atleta                | Età | Nazione          | Tempo Ufficiale | Tempo Ufficioso |
| ------- | --------------------- | --- | ---------------- | --------------- | --------------- |
| Oro     | Ljudmila Ševcova      | 26  | Unione Sovietica | 2'04"3          | 2'04"50         |
| Argento | Brenda Jones          | 24  | Australia        | 2'04"4          | 2'04"58         |
| Bronzo  | Ursula Donath         | 29  | Germania         | 2'05"6          | 2'05"73         |
| 4       | Veronica Kummerfeldt  | 25  | Germania         | 2'05"9          | 2'06"07         |
| 5       | Antje Gleichfeld      | 22  | Germania         | 2'06"5          | 2'06"63         |
| 6       | Joy Jordan            | 25  | Gran Bretagna    | 2'07"8          | 2'07"95         |
| 7       | Gizella Sasvári-Csóka | 28  | Ungheria         | 2'08"0          | 2'08"11         |
| 8       | Beata Żbikowska       | 26  | Polonia          | 2'11"8          | 2'11"91         |
| 9       | Dixie Willis          | 19  | Australia        | 2'27"           |                 |

Al di fuori dell'Europa la specialità è ancora poco praticata. L'australiana Jones, medaglia d'argento, gareggiava sulla distanza metrica per la prima volta in assoluto.